# Mireille Delcroix
 (avril 2022).
Pour les articles homonymes, voir Delcroix.
Mireille Delcroix, née en 1948 est une actrice française.

## Biographie
Elle est formée au Conservatoire national supérieur d'art dramatique.
Active dans le milieu du doublage, elle est notamment la voix française régulière de Maggie Smith à partir de 2009.

### Vie privée
Elle est la mère de Magali Barney, également comédienne née de son union avec le comédien Jean Barney. et un fils, Juan Llorca né de son union avec le metteur en scène et comédien Denis Llorca.

## Filmographie

### Cinéma
- 1974 : La Reine galante de Michel Roux : Marie Tudor
- 1977 : Le Diable dans la boîte de Pierre Lary
- 1980 : Éclipse sur un ancien chemin vers Compostelle de Bernard Férié
- 1982 : Légitime Violence de Serge Leroy : Christine Modot
- 1982: La Côte d'amour de Charlotte Dubreuil : Nathalie
- 1985 : Le Quatrième Pouvoir de Serge Leroy : M. Santini
- 1990 : Les Chevaliers de la Table ronde de Denis Llorca : Amythe

### Télévision
- 1968 : Princesse Czardas, téléfilm de Dirk Sanders : Stasi
- 1969 : Une femme à aimer (série TV) : Anne
- 1970 : Les Lettres de mon moulin, téléfilm de Pierre Badel : Vivette
- 1971 : Les Dossiers du professeur Morgan (1 épisode)
- 1973 : Trois diamants plus une femme, téléfilm de Aldo Altit : Perle
- 1974 : Mais qu'est-ce qui fait courir les femmes à Madrid ?, téléfilm de Daniel Georgeot : Dona Beatrix
- 1975 : L'Aigle à deux têtes, téléfilm de Pierre Cavassilas : Edith de Berg
- 1977 : Minichronique de René Goscinny et Jean-Marie Coldefy, épisode La Croisière : la fille de l'agence
- 1978 : La Filière (mini-série) : Béatrice
- 1980 : Commissaire Moulin - épisode #1.13 Le diable a aussi des ailes de Guy Lefranc : Gwen Daoudal
- 1980 : Les Maîtres sonneurs : Thérence
- 1981 : Zadig ou la Destinée, téléfilm de Jean-Paul Carrère : Azora
- 1981 : Dickie-roi (mini-série) : Colette
- 1982 : Le Soulier de satin, téléfilm de Alexandre Tarta : Dona Musique
- 1982 : Marion - épisode #1.1 Chassez le naturel
- 1982 : Joëlle Mazart : Mademoiselle Bridge
- 1983 : Le Nez à la fenêtre, téléfilm de Jean-Claude Charnay : Élodie
- 1985 : Messieurs les jurés - épisode : L'affaire Gadet de Gérard Gozlan : Anne Gadet
- 2002 : La Crim' - épisode #5.3 : Le cadavre introuvable de Denis Amar : Madame Mrland
- 2002 : Le Désert, court métrage de Xavier Barthélemy : Marguerite
- 2009 : Section de recherches - épisode #3.10 Le droit chemin de Jean-Luc Breitenstein : Madame Casares

#### Au théâtre ce soir
- 1981 : L'Oiseau de bonheur de Dominique Nohain, mise en scène Jacques Ardouin, réalisation Pierre Sabbagh, théâtre Marigny : La vieille dame
- 1978 : La Paix du dimanche de John Osborne, mise en scène Max Fournel, réalisation Pierre Sabbagh, théâtre Marigny : Héléna
- 1977 : Les Filles de Jean Marsan, mise en scène de l'auteur, réalisation Pierre Sabbagh, Théâtre Marigny : Corinne
- 1975 : La Mandragore de Roland Jouve d'après Machiavel, mise en scène Jacques Ardouin, réalisation Pierre Sabbagh, théâtre Édouard VII : Ligura
- 1973 : La Reine galante d’André Castelot, mise en scène Michel Roux, réalisation Georges Folgoas, Théâtre Marigny : Mary d'Angleterre
- 1974 : Giliane ou Comme un oiseau de Ronald Millar & Nigel Balchin, mise en scène Grégoire Aslan, réalisation Georges Folgoas, Théâtre Marigny : Jill
- 1973 : L'Honneur des Cipolino de Jean-Jacques Bricaire, mise en scène Michel Roux, réalisation Georges Folgoas, Théâtre Marigny : Pia Cipolino
- 1973 : La Nuit des rois de William Shakespeare, mise en scène Jean Le Poulain, réalisation Georges Folgoas, théâtre Marigny : Olivia
- 1972 : Un inspecteur vous demande de John Boynton Priestley, mise en scène Jacques Mauclair , réalisation Pierre Sabbagh, Théâtre Marigny : Gladys
- 1971 : La Corde de Patrick Hamilton, mise en scène Raymond Gérôme, réalisation Pierre Sabbagh, théâtre Marigny : Mary

## Doublage

### Cinéma

#### Films
- Maggie Smith dans :
  - Harry Potter et le Prince de sang-mêlé (2009) : Minerva McGonagall
  - Le Secret de Green Knowe (2009) : Linnet Oldknow
  - Harry Potter et les Reliques de la Mort, partie 2 (2011) : Minerva McGonagall
  - Quartet (2012) : Jean Horton
  - My Old Lady (2014) : Mathilde Girard
  - The Lady in the Van (2015) : Miss Mary Shepherd / Margaret Fairchild
  - Downton Abbey (2019) : Lady Violet Crawley, Comtesse douairière de Grantham
  - Un garçon nommé Noël (2021) : tante Ruth
  - Downton Abbey 2 : Une nouvelle ère (2022) : Lady Violet Crawley
  - Le Club des miracles (2023) : Lily Fox

- Vanessa Branch dans :
  - Pirates des Caraïbes : La Malédiction du Black Pearl (2003) : Giselle
  - Pirates des Caraïbes : Le Secret du coffre maudit (2006) : Giselle

- 2001 : Vengeance secrète : Maria (Briony Glassco)
- 2002 : Le Cercle : Dr Grasnik (Jane Alexander)
- 2003 : Lost in Translation : la chanteuse de jazz (Catherine Lambert)
- 2003 : Wonderland : Sally Hansen (Carrie Fisher)
- 2004 : Famille à louer : Christine Valco (Catherine O'Hara)
- 2005 : Shérif, fais-moi peur : Pauline (Lynda Carter)
- 2007 : Coup de foudre à Rhode Island : Nana Burns (Dianne Wiest)
- 2007 : Rendez-vous à Brick Lane : Mme Islam (Lalita Ahmed)
- 2008 : Vicky Cristina Barcelona : Judy Nash (Patricia Clarkson)
- 2009 : Underworld 3 : Orsova (Elizabeth Hawthorne)
- 2012 : The Devil Inside : Maria Rossi (Suzan Crowley)
- 2023 : Sayen : Ilwen Lemunko (Teresa Ramos)

#### Film d'animation
- 1984[2] : Nausicaä de la Vallée du Vent : voix additionnelles
- 2005 : Wallace et Gromit : Le Mystère du lapin-garou : Mme Pioche

### Télévision

#### Téléfilm
- 2005 : Triangle : la mère d'Emily (Adrienne Pierce)

#### Séries télévisées
- L. Scott Caldwell dans (7 séries) :
  - Lost : Les Disparus (2004-2010) : Rose Henderson (23 épisodes)
  - Ghost Whisperer (2006) : Liz Nelson (saison 2, épisode 4)
  - FBI : Portés disparus (2007) : la révérende Anna Washington (saison 6, épisode 4)
  - Grey's Anatomy (2011) : Allison Cobb (saison 7, épisode 13)
  - Les Experts (2011) : Nora Parkes (saison 11, épisode 22)
  - Private Practice (2012) : Jillian McCray (saison 6, épisode 5)
  - Murder (2017) : Jasmine Bromelle (5 épisodes)
- Kathy Baker dans :
  - Médium (2005-2010) : Marjorie Dubois (5 épisodes)
  - Against the Wall (2011) : Sheila Kowalski (13 épisodes)
  - Those Who Kill (2014) : Marie Burgess (5 épisodes)
- Jane Alexander dans :
  - Tell Me You Love Me (2007) : Dr May Foster (10 épisodes)
  - The Good Wife (2011-2014) : la juge Suzanne Morris (5 épisodes)
- Diane Ladd dans :
  - Enlightened (2011-2013) : Helen Jellicoe (18 épisodes)
  - Chesapeake Shores (depuis 2016) : Nell O'Brien (45 épisodes - en cours)
- 1996-2003 : Des jours et des vies : Eliana (Ann Werner)
- 2000-2001 : Dharma et Greg : Claire (Kathryn Joosten)
- 2004 : État d'alerte : Sarah Camfield (Suzanne Bertish)
- 2004-2005 : Jack et Bobby : Courtney McCallister (Brenda Wehle)
- 2004-2006 : Huff : Mitzi (Sharon Sachs)
- 2005 : Révélations : Mère Francine (Fionnula Flanagan) (mini-série)
- 2007-2008 : Skins : Anna (Arabella Weir)
- 2007-2008 : Boston Justice : la juge Patrice Webb (Debra Mooney)
- 2007-2011 : Big Love : Selma Green (Sandy Martin)
- 2009 : Kings : Jessie Shepherd (Becky Ann Baker)
- 2009-2010 : Cold Case : Affaires classées : Rosa Valens (Terry Hoyos)
- 2010-2015 : Downton Abbey : Violet Crawley (Maggie Smith)
- 2011-2018 : Once Upon a Time : Granny/Mère-Grand (Beverley Elliott)
- 2013 : Under the Dome : Andrea Grinnell (Dale Raoul)
- 2013 : Mr Selfridge : Mrs Blenkinsop (Deborah Cornelius)
- 2013 : Top of the Lake : Jude Griffin (Robyn Nevin)
- 2017 : Twin Peaks : Margaret Lanterman (Catherine E. Coulson)

#### Série d'animation
- 2001 : Les Voyages de Balthazar : voix additionnelles
- 2004 : Zoé Kézako : Mademoiselle Lardon (la maîtresse de Zoé)
- 2017 : Ernest et Célestine, la collection : Dame ourse, Vieille ourse